# Frederik Christian Lente-Adeler
Frederik Christian Lente-Adeler (1. juli 1728 – 23. juni 1791) var en dansk kirkeinspektør.
Han var en søn af gehejmeråd Theodor Lente-Adeler. Han blev hofjunker 1745, kammerjunker 1747, kirkeinspektør på Sjælland 1764 derved, at hans fader afstod amtmandschargen over Nyborg og Tranekær Amter til kammerherre Adam Christopher von Holsten imod at denne skulle overlade sønnen stillingen som kirkeinspektør, et arrangement, der fandt regeringens billigelse. 1766 blev han konferensråd.
Han var ugift.